# Limonius barovskyi
Limonius barovskyi là một loài bọ cánh cứng trong họ Elateridae. Loài này được Iablokov-Khnzorian miêu tả khoa học năm 1961.